# جايمي رين سميث
جايمي رين سميث (بالإنجليزية: Jamie Renée Smith)‏ وهي ممثلة أمريكية ولدت في يوم 10 أبريل 1987 في مانهاتن في نيويورك في الولايات المتحدة مثلت في فلم Children of the Corn IV: The Gathering في سنة 1996 وفي فلم Dante's Peak في سنة 1997.

## روابط خارجية
- جايمي رين سميث على موقع IMDb (الإنجليزية)
- جايمي رين سميث على موقع ألو سيني (الفرنسية)
- جايمي رين سميث على موقع أول موفي (الإنجليزية)
- جايمي رين سميث على موقع قاعدة بيانات الأفلام السويدية (السويدية)
- جايمي رين سميث على موقع قاعدة بيانات الفيلم (الإنجليزية)
- جايمي رين سميث على موقع كينوبويسك (الروسية)